# Mendidaphodius fischeri
Mendidaphodius fischeri är en skalbaggsart som beskrevs av Rudolph Petrovitz 1962. Mendidaphodius fischeri ingår i släktet Mendidaphodius och familjen Aphodiidae. Inga underarter finns listade i Catalogue of Life.